# Вартанов, Степан Сергеевич
Степан Сергеевич Вартанов (род. 26 августа, 1964) — советский и российский писатель-фантаст армянского происхождения.

## Биография
Степан Вартанов родился 26 августа 1964 года в Москве. В 1987 году окончил химический факультет МГУ. С 1994 года живёт в Канаде в городе Галифакс.

## Творчество
Дебютным произведением Вартанова является рассказ «Город Трора», написанный в жанре фэнтези в 1988 году. Влияние на творчество Вартанова оказали как мэтры зарубежной фантастики (Гарри Гаррисон, Роберт Шекли), так и советские писатели-фантасты, такие как Ольга Ларионова и Север Гансовский.

### Признание
В 2013 году писатель получил премию «Созвездие Малой Медведицы» Созвездие Аю-Даг за роман «Маятник». В том же году этот же роман получил премию «Итоги года» в номинации «Лучшая детско-юношеская фантастика года» от журнала «Мир фантастики».

#### Цикл «Зелёная долина»
- Город Трора (1988)
- Короткая дорога (1994)
- Лето (2001)

#### Цикл «Путь в тысячи ли»
- Экологический аспект (1989)
- Диспетчер (1989)
- Квартирант (1990)
- Кошки-мышки (1990) — комикс
- Охота на дракона (1991)
- Подходящее оружие (1992)
- Вирус контакта (2001)
- Два прыжка через пропасть (2001)
- Вечеринка без ограничений (2001)
- Первопроходцы (2001)
- Путь в тысячу ли (2001)
- Дружеский визит (2001)
- Курьер (2001)
- Операция «Телепат» (2001)
- Муравейник (2001)
- Эй-Ай (2002)
- Пятый угол (2002)

#### Цикл «Мир Кристалла»
- Смерть взаймы (1998) — роман, в который входят повести Кристалл, Проводник и Сон.
- Тысяча ударов меча (2000)
- Королева (2000)
- Легенда (2000)
- Демоны Алой розы (2013)

#### Внецикловые произведения
- Достигшие звёзд (1989)
- Белая дорога (1990)
- Маятник (2012)
- 12.12 (2012)
- Игра (2012)
- Дети свиньи (2013)
- От всей души (2013)
- Случай в квадрате 20-80 (2014)

#### Поэзия
- Марш Хоббитов (2001)

#### Киносценарии
- Deeply Ipmacted (Стукнутые) (2001)

#### Эссе
- Введение в негуманоидную логику (2001)
- Как нам обустроить Россию — глазами нового русского (2001)
- Сумма нанотехнологий (2012)